# Léon Clément Le Fort

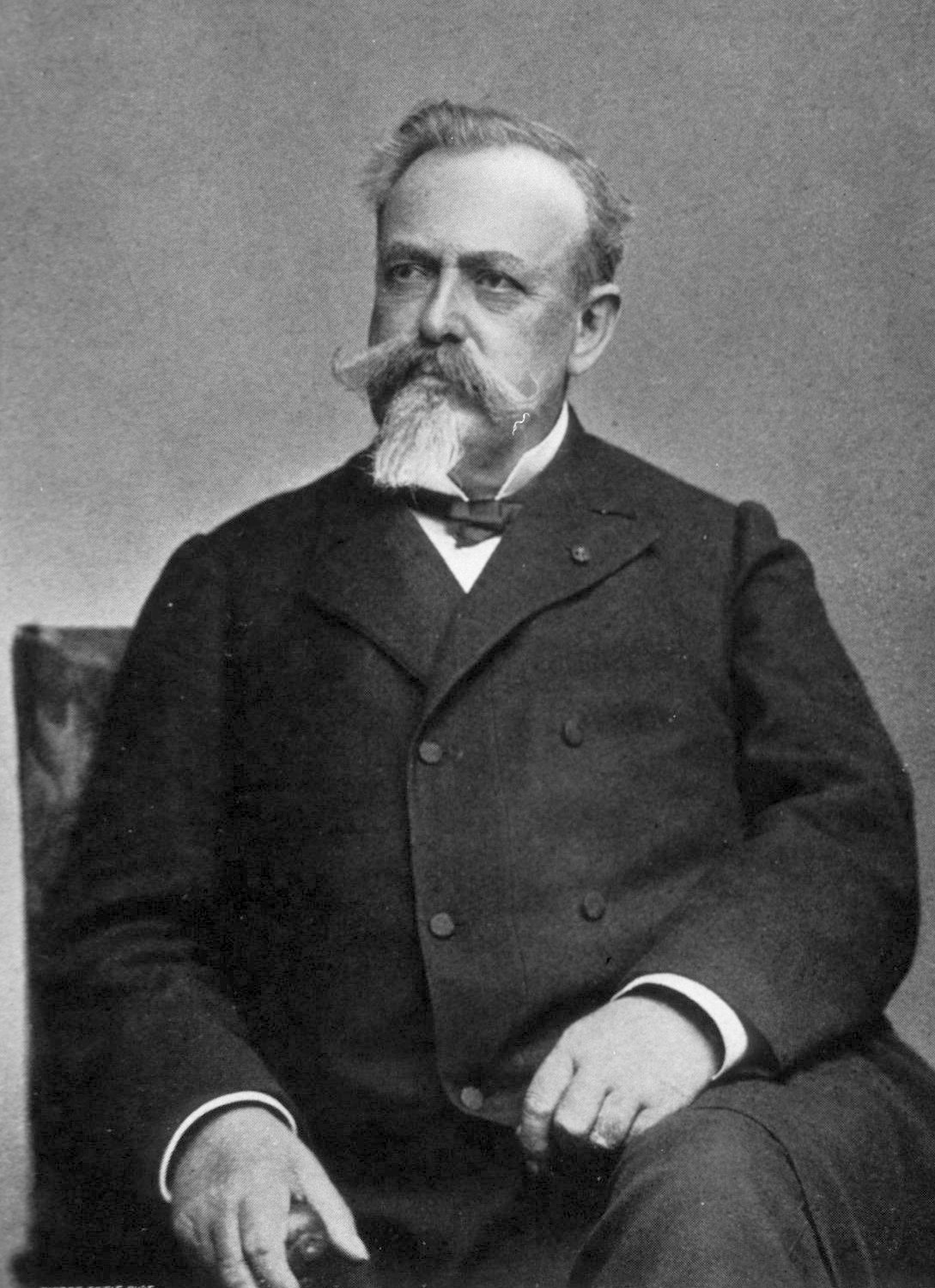
Léon Clément Le Fort.

Léon Clément Le Fort (Lille, 5 de diciembre de 1829 - 19 de octubre de 1893) fue un cirujano francés recordado por su trabajo sobre el prolapso uterino, incluyendo la operación de Le Fort. También describió la fractura de tobillo de Le Fort y la amputación de Le Fort del pie.

## Biografía
Léon Le Fort realizó una formación médica en París de acuerdo con Joseph-François Malgaigne y Stanislas Laugier y obtuvo su doctorado en 1858. Se ofreció como voluntario en la segunda guerra de Independencia italiana en 1859 y se convirtió en prosector en la Facultad de Medicina de París en 1861. Entre 1865 y 1872 trabajó como cirujano en Hospice des enfants-assistés, Hôpital du Midi, Hôpital Cochin, Hôpital Laboisière and Hôpital Beaujon, y fue jefe de un hospital de campaña en Metz durante la guerra franco-prusiana.
En 1873 se convirtió profesor de cirugía en la facultad de medicina de París y cirujano en el Hôtel-Dieu de Paris. Le concedieron la Légion d'honneur en 1870, y lo promovieron al grado de Officier en 1882. Fue elegido miembro de la Académie Nationale de Médecine en 1876; se convirtió en su presidente en 1893 pero murió después en ese mismo año.
Léon Le Fort era el tío y padrino del cirujano del ejército francés René Le Fort, y el yerno de Joseph-François Malgaigne.

## Legado
El trabajo de Le Fort cubrió un amplio espectro de cirugía, cirugía ortopédica, ginecología, embarazo y cirugía militar. Publicó artículos sobre la resección de la rodilla, y la cadera, prolapso uterino y su tratamiento, y el embarazo. Descubrió la comunicación entre los vasos bronquiales y pulmonares, y fue un defensor de la asepsia en los hospitales de Francia e Inglaterra antes de que la bacteriología fuera estableciera.
Varias de las descripciones e inventos de Le Fort todavía llevan su nombre:
- Fractura de tobillo de Le Fort — fractura vertical del peroné distal con avulsión del maléolo interno.[4]
- Amputación de Le Fort — amputación osteoplásica del pie, quitando parte del calcáneo.
- Operación de Le Fort — operación del prolapso uterino.
- Sonido de Le Fort — sonido curvo utilizado para tratar las estenosis uretrales en hombres.[2]